# Eert de vrouw

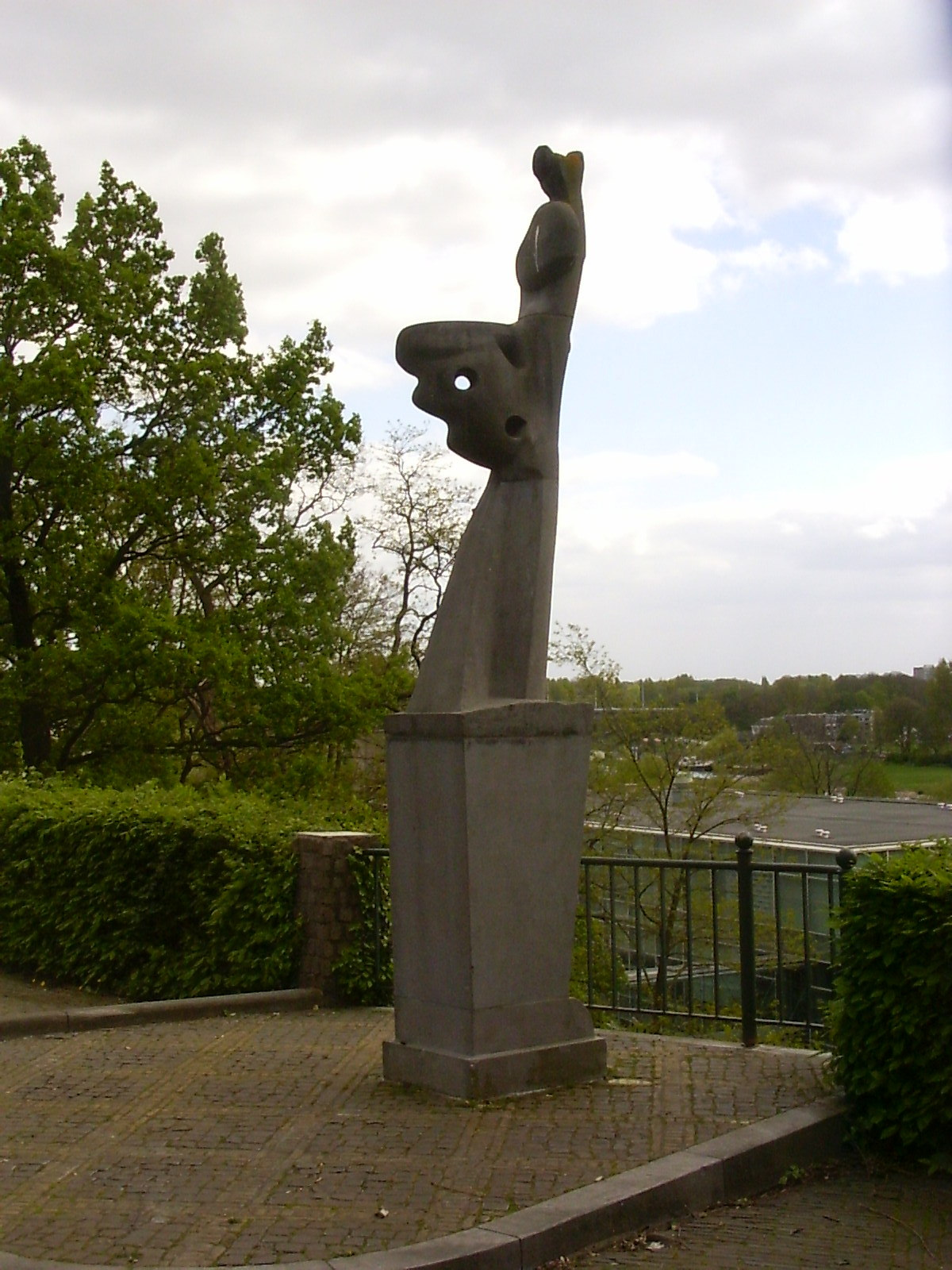
Het monument

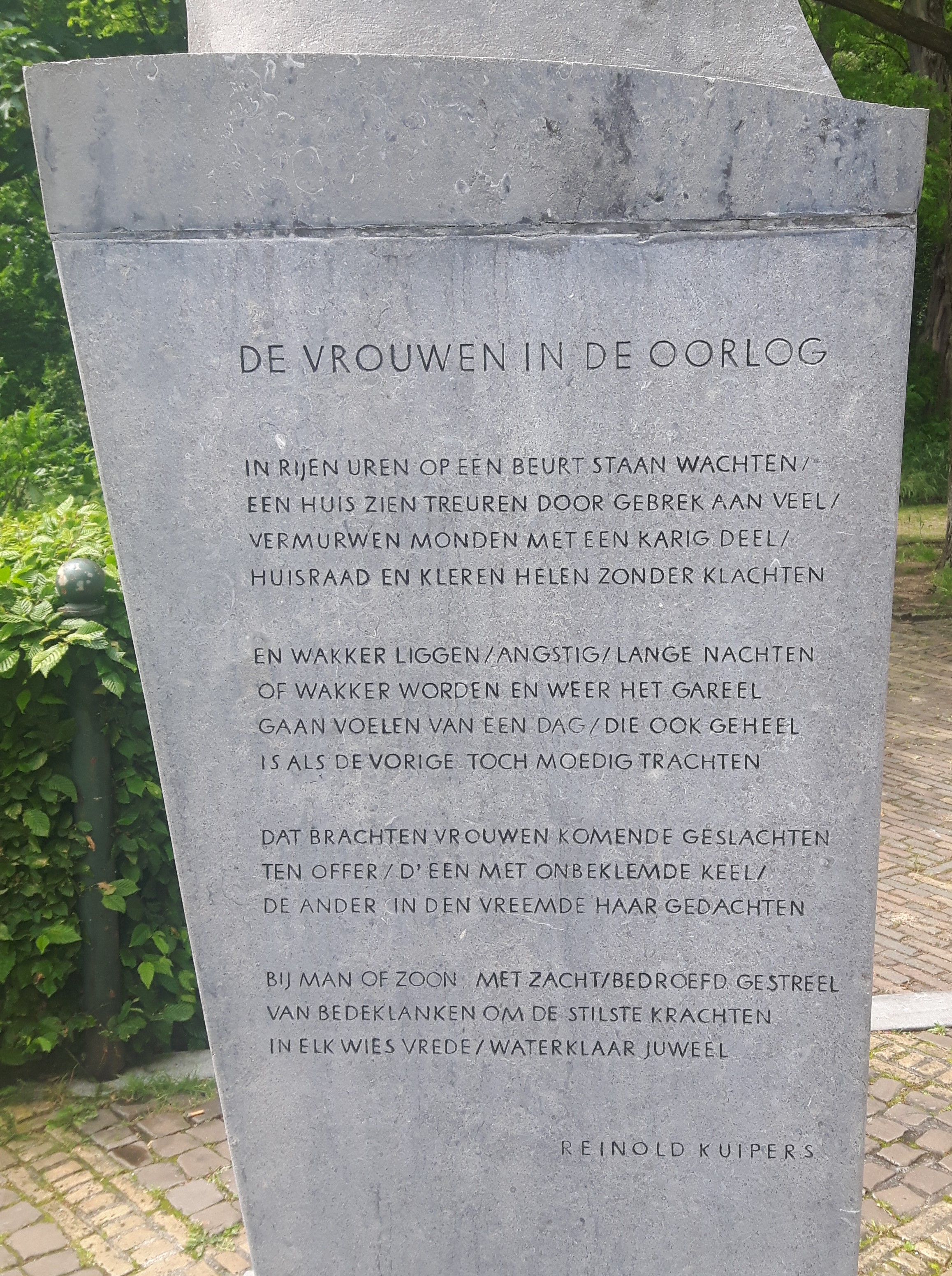
Het gedicht

Eert de vrouw (1949) is een oorlogsmonument in de Nederlandse stad Arnhem van de beeldhouwster Nel Klaassen (1906-1989). Het monument werd op 18 september 1949 onthuld na afloop van de eerste Sonsbeektentoonstelling in park Sonsbeek. Op 30 december 1949 werd het monument op haar definitieve locatie geplaatst aan de Utrechtsestraat. Het oorlogsmonument is in opdracht van de gemeente Arnhem gemaakt om de vrouwen in de Tweede Wereldoorlog te herinneren. Het monument is dan ook opgedragen aan de vrouw in oorlogstijd.  

## Ontstaan en ontvangst geschiedenis
Het oorlogsmonument Eert de vrouw (1949) werd in opdracht van de gemeente Arnhem door Nel Klaassen (1906-1989) gemaakt. Het oorlogsmonument moest worden vervaardigd ter nagedachtenis aan de vrouw in de Tweede Wereldoorlog.  De onthulling van het oorlogsmonument vond plaats in park Sonsbeek op 18 september 1949 tijdens de eerste Sonsbeektentoonstelling. Deze onthulling veroorzaakte een rel onder de toeschouwers. Critici vonden het monument te modern en totaal niet vrouwelijk. Ondanks deze kritiek kwam het monument er toch. Het oorlogsmonument werd het op 30 december 1949 verplaatst naar haar huidige locatie aan de Utrechtsestraat en maakt tot heden ten dage deel uit van de herdenkingsroute die elk jaar wordt gelopen op 4 mei om de slachtoffers van de Tweede Wereldoorlog te herdenken. 

## Locatie
De onthulling van het oorlogsmonument Eert de vrouw (1949) vond plaats na afloop van de eerste Sonsbeektentoonstelling in park Sonsbeek. Tijdens deze Sonsbeektentoonstelling was het thema Europese Beeldhouwkunst in de Open Lucht. De herinneringen aan de misère van de Tweede Wereldoorlog lagen nog vers in het geheugen van de mens en deze Sonsbeektentoonstelling was bedoeld om het geestelijke herstel van de Arnhemmers kracht bij te zetten.  Na de onthulling van het oorlogsmonument in park Sonsbeek werd het op 30 december 1949 verplaats naar haar huidige locatie aan de Utrechtsestraat. De locatie aan de Utrechtsestraat bevindt zich in een omgeving wat men doet herinneren aan de Tweede Wereldoorlog. In het gezichtsveld bevindt zich namelijk de route die John Frost en zijn soldaten volgden toen zij op zondag 17 september de Rijnbrug bezetten. Daarnaast markeert de plek waar het oorlogsmonument staat het verste punt tot waar de Engelse eenheden reikte in die eerste dagen van de slag om Arnhem.  

## Vormgeving
Het oorlogsmonument Eert de vrouw (1949) is een, in karakteriserende lijnen weergeven, hardstenen beeld op een voetstuk. Het beeldhouwwerk beeldt een doortastend geabstraheerd vrouwenfiguur uit. Het hoofd van het vrouwenfiguur is opgeheven en symboliseert de onverzettelijkheid van de vrouw tegenover de Duitsers in de Tweede Wereldoorlog. Het beeld is 5 meter hoog, 80 centimeter breed en 70 centimeter diep.

## Inscriptie
Op het voetstuk van het beeldhouwwerk Eert de vrouw (1949) is het gedicht De vrouwen in oorlog van Reinold Kuipers aangebracht. Dit gedicht expliciteert de offers die de vrouw tijdens de oorlogsjaren heeft moeten maken.